# Månadens äventyr
Månadens äventyr, svensk serietidning som bildades 1985 genom en sammanslagning av tidningarna Indiana Jones och Stjärnornas Krig båda baserade på filmer av George Lucas. Man led dock snart av materialbrist då båda serierna lades ned av Marvel Comics i USA; från och med nr 11/86 innehöll tidningen bara serien "Stjärnornas Krig", och i nr 12/87 tog även den serien slut.
Semic behöll namnet men satsade på ett radikalt annorlunda innehåll då man från och med 1988 vigde tidningen åt de då nya och fräscha superhjälteserierna från DC Comics. Förutom två jubileumsnummer med "Stålmannen" och "Läderlappen" publicerade man "Legender", nya "Lagens Väktare" och "Läderlappen: År två".
Tidningen lades ned 1988 och ersattes istället av tidningen DC-serier.